# 활동도
활동도는 주어진 성분이 단일상 내에서 얼마나 활동적인지 나타내는 수치로, 퓨가시티로부터 유도된 개념으로 퓨가시티를 정의한 길버트 뉴턴 루이스 (Gilbert N. Lewis)가 정의하였다.

## 정의
혼합물 1에 포함되어 있는 A성분의 활동도를 a1라고 하고, A의 퓨가시티를 f1, 순수한 상태로 존재하는 물질 A의 퓨가시티를 f0라고 하면 다음과 같이 정의된다.
a1=f1/f0
루이스는 활동도를 일컬어 혼합물 중의 퓨가시티를 순수한 상태에 있을 때의 값과 비교한 ‘상대적 퓨개시티’라고 불렀다. 그리고 순수한 상태를 다른 말로 표준상태라고 지칭했다.

## 특징
순수한 상태에 있는 성분의 퓨개시티는 온도와 압력만 일정하면 항상 같은 값을 가진다. 그러나 혼합물 중에 있는 어느 한 성분의 퓨개시티는 그 성분의 농도와 혼합물을 구성하고 있는 다른 성분의 종류에 따라서 달라진다. 즉, 혼합물 중에 존재하는 한 성분의 활동도는 혼합물의 농도 값을 대변하는 셈이 된다. 퓨가시티가 이상기체의 존재를 전제로 성립한 것과 같이 활동도는 이상용액의 존재를 전제로 한다. 이상용액이란 용매에 용질이 녹아있을 때 용매 분자와 용질 분자의 크기가 같고 그 분자들 사이에 작용하는 분자간 힘이 모두 같은 용액을 말한다. 다시 말해 순수한 상태이든 혼합물이든 분자 간 상호작용의 크기가 같다는 것이다. 두 개의 다른 상이 인접해 있을 때 어느 한 성분의 활동도가 두 상에서 모두 같다면 그 성분은 상 사이에서 이동하지 않은 반면, 한 상에서의 활동도가 클 경우 그 성분은 활동도가 큰 상에서 작은 상으로 이동하게 된다. 활동도는 그 물질이 어떤 성분과 혼합되어 있느냐에 따라 달라진다. 또한 개별 분자가 가지는 분자에너지는 분자 상호작용의 크기에 따라 달라지며 분자에너지는 그 분자 주위에 있는 다른 분자의 종류에 영향을 받게 된다. 이 분자에너지를 다른 말로 분자의 성격 혹은 분자의 활동도로 표현했다.
활동도는 그 성분의 농도에 따라 달라진다. 활동도 정의식 (44)에 따르면 물질이 순수한 상태에 있다면 활동도의 값은 1이다. 즉 이상용액이다. 그리고 농도가 달라지면 즉 몰분율이 달라지면, 1이 아닌 값을 가지게 된다. 다시 말해 특정 성분의 활동도는 그 성분의 농도와 일정한 상관관계를 가지게 되는데, 그 관계를 규정한 것이 바로 활동도 계수이다. 혼합물 중에 있는 성분 의 활동도는 다음과 같은 식으로 표현된다.
ai=γixi
여기서 ai은 활동도계수, xi는 혼합물 중 i성분의 몰분율이다. 혼합물 중 한 성분의 활동도는 그 성분의 양에도 비례하지만 어떤 성분들과 같이 공존하느냐에 따라서도 크게 변화한다.
활동도는 퓨개시티와 함께 물질의 이탈성향을 표시하기 위한 개념적 도구로 사용되었다. 이 두 개념이 성립된 근거는 깁스에너지와 물질의 잠재에너지에 대한 기본 개념이다. 그러므로 결국 활동도와 퓨개시티는 혼합물상에 존재하는 한 성분의 에너지를 표시하는 또 다른 도구인 것이다. 따라서 이 물성들은 혼합물과 부분성질에 대한 개념들과도 직접 연결되어 있다.

## 같이 보기
- 퓨가시티
- 화학 평형
- 열역학적 평형
- 열팽창
- 비리얼 전개
- 수분 활성